# Shibusawa Eiichi
Pour les articles homonymes, voir Shibusawa.
Shibusawa Eiichi est un nom japonais traditionnel ; le nom de famille (ou le nom d'école), Shibusawa, précède donc le prénom (ou le nom d'artiste).
 (février 2021).
Si vous disposez d'ouvrages ou d'articles de référence ou si vous connaissez des sites web de qualité traitant du thème abordé ici, merci de compléter l'article en donnant les références utiles à sa vérifiabilité et en les liant à la section « Notes et références ».
Shibusawa Eiichi, 1er vicomte Shibusawa (渋沢 栄一), né le 16 mars 1840, à Chiaraijima, au Japon, et décédé à l'âge de 91 ans, le 11 novembre 1931, est un industriel japonais reconnu comme le « père du capitalisme japonais ». Après la restauration de Meiji, en 1868, il permet l'introduction du capitalisme occidental au Japon. Il mène plusieurs réformes économiques comme l'usage de la comptabilité en partie double, des sociétés par actions et des banques modernes émettrices.
Il fonde la première banque moderne du Japon basée sur des actions de l'État et, à travers cet établissement, il crée des centaines d'autres sociétés par actions. Beaucoup de ces entreprises existent toujours aujourd'hui et de nombreuses sont cotées à la bourse de Tokyo, que Shibusawa a également fondée, de même que la chambre de commerce et d'industrie du Japon. Il est également impliqué dans la fondation de nombreux hôpitaux, écoles, universités.
Son effigie figure sur les nouveaux billets de 10.000¥ (billets de plus grande valeur de la monnaie japonaise : dix mille yens) qui ont été mis en circulation en 2024, ce changement d’effigie (sur les billets japonais de cette valeur) n’ayant pas eu lieu depuis 1984.

## Biographie
Shibusawa Eiichi est né le 16 mars 1840 dans une ferme à Chiaraijima, située dans l'actuelle Fukaya dans la préfecture de Saitama (anciennement province de Musashi) . Son père lui apprend lui-même à lire et à écrire. Il grandit dans l'exploitation familiale, produit et vend de l'indigo, fabrique de la soie avant d'étudier les classiques confucéens et l'histoire du Japon auprès de Odaka Junchū (尾高 惇忠), un lettré qui est également son cousin.
Il suit ensuite à Tokyo l'enseignement de plusieurs écoles, dont celle du grand érudit confucianiste Kaiho Gyoson (海保 漁村), et le Genbukan, une académie d'escrime dirigée par Chiba Michisaburō (千葉 道三郎).
Influencé par le mouvement populaire anti-étranger du Sonnō jōi, il élabore un plan avec des cousins et des amis pour s'emparer du château de Takasaki et expulser l'établissement étranger de Yokohama. À la dernière minute, cependant, le plan est annulé et il se rend à Kyoto. Il entre alors à vingt-trois ans au service de Hitotsubashi Yoshinobu (alors en ligne de succession pour devenir le prochain shogun). Il se distingue par son travail et assainit les finances de la famille Hitotsubashi.
À vingt-sept ans, il visite la France et d'autres pays européens en tant que membre de la délégation menée par Tokugawa Akitake pour l'Exposition universelle de 1867. Durant ce séjour, Shibusawa entre en contact avec les sociétés et les cultures européennes pour la première fois et réalise l'importance du développement industriel et économique.
Apprenant le changement de gouvernement au Japon avec la restauration de Meiji, il retourne dans son pays et fonde la Shōhō kaishō, l'une des premières sociétés par actions du pays, dans la préfecture de Shizuoka. Par la suite, le gouvernement de Meiji l'invite à venir travailler au ministère des Finances et il devient une personnalité importante de la modernisation du Japon en tant que chef du Kaisei kakari, bureau du ministère des Finances chargé des réformes.
En 1873, Shibusawa quitte le ministère des Finances et devient le premier président de la Dai-Ichi kokuritsu ginkō (« Première Banque nationale »), aujourd'hui fusionnée avec la banque Mizuho. Cet établissement, première banque moderne du Japon, est placé sous la direction de Shibusawa alors qu'il est toujours employé par le ministère des Finances. Elle avait le pouvoir d'émettre elle-même de la monnaie papier. Avec cette banque pour base, Shibusawa fonde et finance des entreprises de toutes sortes.

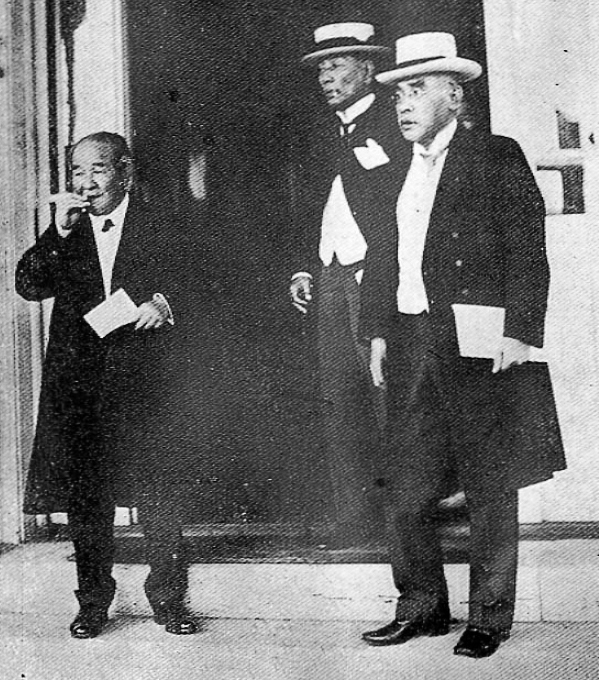
Membres du conseil de restauration de la capitale après le grand séisme de Kantō de 1923 : de gauche à droite, Shibusawa, le comte Itō Miyoji et le baron Katō Takaaki.

Shibusawa prône durant toute sa vie l'idée que l'éthique et les affaires doivent cohabiter en harmonie. Le nombre d'entreprises dans lesquelles il s'implique comme fondateur ou financier excède probablement 500 et inclut le groupe financier Mizuho, la banque 77 (en), la compagnie d'assurance Tokio Marine Nichido (en), l'hôtel impérial, la bourse de Tokyo, la compagnie de gaz de Tokyo, le fabricant de textiles Toyobo, le chemin de fer électrique Keihan, le fabricant de ciment Taiheiyo Cement, la compagnie de papier Oji, le fabricant de bière Sapporo et la compagnie de transport maritime Nippon Yusen.
De plus, il est à l'origine de nombreuses évolutions dans le monde des entreprises et se montre un mécène passionné dans l'éducation, en particulier pour les hautes études de commerce comme l'actuelle université Hitotsubashi et l'université Keizai de Tokyo, pour la haute éducation des femmes et les écoles privées. Shibusawa s'est lui-même impliqué dans plus de 600 projets, aussi bien dans l'éducation que dans la santé publique et d'autres domaines. Il est également impliqué dans la fondation de nombreux hôpitaux, écoles, universités (dont la première université pour femmes du Japon), de l'Hôtel impérial de Tokyo ainsi que de nombreuses organisations de bienfaisance comme la Croix-Rouge japonaise.
Un autre aspect notable de la carrière de Shibusawa est, bien qu'il fût le fondateur de centaines d'entreprises, son refus de maintenir une participation de contrôle de celles-ci, se prévenant ainsi de créer un zaibatsu. Ce qui est aujourd'hui appelé « zaibatsu Shibusawa » est une compagnie de portefeuille s'occupant des biens de sa famille. Ce zaibatsu Shibusawa n'a aucun contrôle sur aucune entreprise.
Il fit beaucoup d'efforts pour promouvoir l'échange des marchandises et la bonne volonté vers l'étranger par l'intermédiaire de la diplomatie du secteur privé. De nombreux invités étrangers lui rendirent visite à sa résidence de Asukayama pour des rencontres amicales.
Malgré son humble origine de fermier, il est élevé au rang de vicomte, alors que tous les autres fondateurs de zaibatsu n'obtiennent que le titre de baron. Il reçoit également le titre de shōnii, second honneur prévu par le système de loi ritsuryō, qui est généralement accordé à des nobles de haut rang ou à des premiers ministres.
Après avoir connu les grands bouleversements de son époque et avoir assisté personnellement à l'avant-garde du changement dans une nouvelle ère, Shibusawa meurt à 91 ans, le 11 novembre 1931.

## Décorations
- 1892 : ordre du Trésor sacré (4e classe)
- 1911 : ordre du Trésor sacré (1re classe)
- 1928 : ordre des Fleurs de Paulownia

## Postérité
Le musée mémorial Shibusawa Eiichi, situé là où se trouvait sa maison, dans le parc d'Asukayama à Tokyo, retrace sa vie. À côté du musée se trouvent le salon de thé Bankōro et la bibliothèque Seienbunko, classés biens culturels importants, et qui servaient à Shibusawa pour ses rendez-vous.
Shibusawa, comme d'autres figures historiques de la restauration de Meiji, apparaît dans diverses fictions. Il est ainsi un personnage important du roman de fantasy historique Teito monogatari (ja) de Hiroshi Aramata (en). Dans une adaptation au cinéma de 1988, connue en Occident sous le titre de Tokyo. La dernière mégalopole (en), il est joué par le fameux acteur Shintarō Katsu. Dans l'adaptation animée, La Mégalopole condamnée (en), sa voix est interprétée par Osamu Saka (en).